# 圣博齐尔
圣博齐尔（法語：Saint-Beauzire，法語發音：[sɛ̃ boziʁ]）是法国多姆山省的一个市镇，位于该省中北部，属于里永区。

## 地理
圣博齐尔（45°50'59"N, 3°10'46"E）面积16.08 平方千米，位于法国奥弗涅-罗讷-阿尔卑斯大区多姆山省，该省份为法国中南部省份，北起阿列省接壤，东临卢瓦尔省，南至上盧瓦爾省和康塔爾省，西接科雷兹省和克勒兹省。
与圣博齐尔接壤的市镇（或旧市镇、城区）包括：埃讷扎、沙普、热尔扎、吕萨、马兰特拉、梅内特罗勒、里永。
圣博齐尔的时区为UTC+01:00、UTC+02:00（夏令时）。

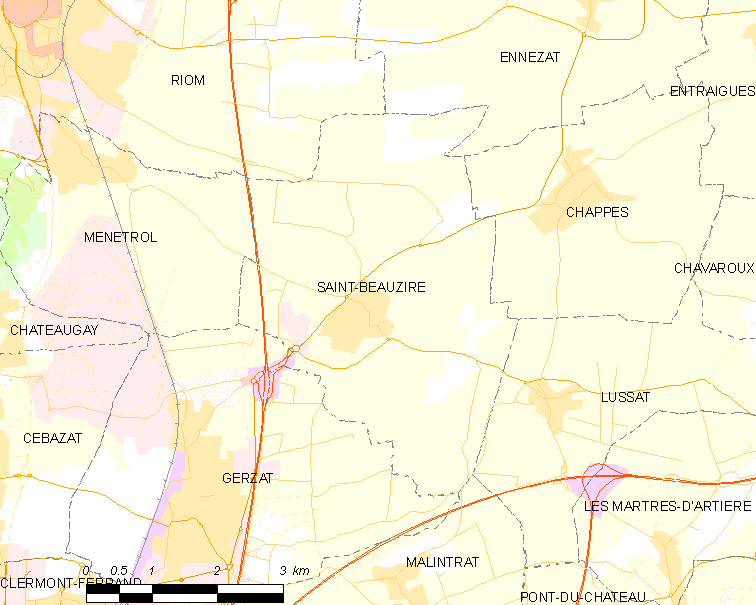
圣博齐尔的OSM定位图

## 行政
圣博齐尔的邮政编码为63360，INSEE市镇编码为63322。

## 政治
圣博齐尔所属的省级选区为热尔扎县。

## 人口

1962-2008年间圣博齐尔人口变化图示

圣博齐尔于2022年1月1日时的人口数量为2210人。